# Rudolf Tengberg
Johan Rudolf Tengberg, född den 2 februari 1845 i Lidköping, död den 3 januari 1877 i Stenstorp, var en svensk historiker.
Tengberg blev student 1867 och blev 1875 filosofie doktor och docent i historia vid Uppsala universitet. Han författade bland annat en uppmärksammad doktorsavhandling, Om den äldsta territoriella indelningen och förvaltningen i Sverige (1875). År 1876 valdes han till ledamot av Kungl. Samfundet för utgivandet av handskrifter rörande Skandinaviens historia. Han skrev historiska artiklar i Nordisk familjebok under signaturen R. T. Efter hans död utkom 1879 del 5 av Sveriges historia från äldsta tid till våra dagar. Delen, med underrubriken Sverige under partitidhvarfvet, från år 1718 till år 1819, vilken hade fortsatts och fullständigats av Simon Boëthius.